# 董岩
董岩（1958年3月—），男，黑龙江宾县人，中华人民共和国政治人物。

## 生平
1976年12月加入中国共产党。1979年9月，在山西师范大学政史系学习，任学生会主席、省学联副主席。1983年8月，任山西省煤炭管理干部学院干事、办公室副主任、主持工作。1987年5月，任共青团阳泉市委副书记。1989年1月，任共青团阳泉市委书记。1990年4月，任中共平定县委副书记。1995年6月，任中共阳泉市城区区委副书记、区政府代区长、区长。1997年7月至2002年2月，任中共阳泉市城区区委书记。2002年2月，任中共阳泉市委常委、秘书长。。
2006年，任长治市人民政府副市长。2012年，任中共长治市委副书记，副市长。2014年，任吕梁市人民政府市长。2015年7月14日，中共山西省委、山西省人民政府决定任命董岩为山西省工商局党组书记、局长、省非公工委书记。2015年10月23日，董岩辞任吕梁市长。